# Artefacto cultural
Artefacto cultural (português europeu) ou artefato cultural (português brasileiro) é um objeto feito pela mão do homem que fornece informações sobre a cultura do seu criador e usuários. O artefato pode mudar ao longo do tempo. A classificação sobre quando, como e porque ele é usado como uma cultura também pode mudar com o tempo, dependendo de novas descobertas. 

O Coliseu - Exemplo de um artefato cultural

O uso do termo engloba o tipo de  artefato arqueológico, que é recuperado num sítio arqueológico; no entanto, os objetos criados pelo homem na sociedade moderna também são artefatos culturais. Por exemplo, em um contexto antropológico, uma televisão é um artefato da cultura moderna.